# Vedruka (Roosna-Alliku)
Vedruka – wieś w Estonii, w prowincji Järva, w gminie Roosna-Alliku.